# Nenad Bjeković (football, 1947)
Pour les articles homonymes, voir Nenad Bjeković et Bjeković.
Nenad Bjeković est un footballeur yougoslave et serbe né le 5 novembre 1947 à Lazarevo (Serbie).

## Biographie
Ce joueur évolue comme avant-centre au Partizan de Belgrade et à Nice.
Considéré comme l'un des plus grands avant-centres ayant évolué dans le championnat français, il marque 85 buts en un peu plus de quatre saisons avec les niçois. Il entraîne plus tard ces deux équipes dans les années 80. 
Puis, de 1990 à 2007, il est directeur sportif du Partizan de Belgrade. 

## Palmarès

### En équipe nationale
- 22 sélections et 4 buts avec l'équipe de Yougoslavie entre 1968 et 1976.

### Avec le Partizan de Belgrade
- Vainqueur du Championnat de Yougoslavie de football en 1976.

### Avec l'OGC Nice
- Finaliste de la Coupe de France en 1978.

## Sources
- Jacques Ferran et Jean Cornu, Football 79 cf. page 120, Les Cahiers de l'Équipe, 1978.
- Marc Barreaud, Dictionnaire des footballeurs étrangers du championnat professionnel français (1932-1997), L'Harmattan, 1997.